# Romagna (Wein)
Das Weinbaugebiet Romagna liegt in der mittelitalienischen Region Emilia-Romagna. Die hier produzierten Weiß-, Rot- und Schaumweine besitzen seit 2011 eine „kontrollierte Herkunftsbezeichnung“ (Denominazione di origine controllata – DOC), die zuletzt am 7. März 2014 aktualisiert wurde.

## Anbaugebiet
Der Anbau ist laut Denominazione in folgenden Gemeinden gestattet:
- in der Provinz Forlì-Cesena: Castrocaro Terme e Terra del Sole, Forlì, Forlimpopoli, Meldola, Bertinoro, Cesena, Montiano, Roncofreddo, Savignano sul Rubicone und Longiano
- in der Provinz Ravenna: Brisighella, Casola Valsenio, Castel Bolognese, Faenza und Riolo Terme
- in der Metropolitanstadt Bologna: Borgo Tossignano, Casalfiumanese, Castel San Pietro Terme, Dozza Imolese, Fontanelice, Imola und Ozzano dell’Emilia.

Die Gebietsbeschreibungen einschließlich der Unterzonen sind sehr umfangreich und können daher hier im Einzelnen nicht wiedergegeben werden.
Im Jahr 2017 wurden 242.713 Hektoliter DOC-Wein erzeugt.

## Erzeugung
Folgende Weintypen (mit Nennung der Rebsorte und/oder der Unterzone) werden erzeugt:
- Romagna Albana Spumante: Muss mindestens 95 % Albana enthalten. Höchstens 5 % andere weiße Rebsorten, die für den Anbau in der Region Emilia-Romagna zugelassen sind, dürfen zugesetzt werden.
- Romagna Cagnina: Muss mindestens 85 % Terrano enthalten. Höchstens 15 % andere rote Rebsorten, die für den Anbau in der Region Emilia-Romagna zugelassen sind, dürfen zugesetzt werden.
- Romagna Pagadebit und Romagna Pagadebit Bertinoro: Müssen mindestens 85 % Bombino Bianco enthalten. Höchstens 15 % andere weiße Rebsorten, die für den Anbau in der Region Emilia-Romagna zugelassen sind, dürfen zugesetzt werden. In einigen Regionen wird die Rebsorte Bombino Bianco auch Pagadebit genannt, was übersetzt „Schuldenzahler“ bedeutet. Der Name rührt daher, dass der Bauer die während des Weinjahres gemachten Schulden durch den Bombino Bianco bezahlen konnte, weil die Sorte so widerstandsfähig und fruchtbar ist.
- Romagna Sangiovese: Muss mindestens 85 % Sangiovese enthalten. Höchstens 15 % andere rote Rebsorten, die für den Anbau in der Region Emilia-Romagna zugelassen sind, dürfen zugesetzt werden.
- Romagna Trebbiano: Muss mindestens 85 % Trebbiano Romagnolo enthalten. Höchstens 15 % andere weiße Rebsorten, die für den Anbau in der Region Emilia-Romagna zugelassen sind, dürfen zugesetzt werden.
- Romagna Sangiovese mit Erwähnung der Unterzone (sottozona), jeweils auch mit der Kennzeichnung Riserva: Muss mindestens 95 % Sangiovese enthalten. Höchstens 5 % andere rote Rebsorten, die für den Anbau in der Region Emilia-Romagna zugelassen sind, dürfen zugesetzt werden. Folgende Unterzonen sind definiert:
  - Bertinoro
  - Brisighella
  - Castrocaro – Terra del Sole
  - Cesena
  - Longiano
  - Meldola
  - Modigliana
  - Marzeno
  - Oriolo
  - Predappio
  - San Vicinio
  - Serra